# Cyanea sessilifolia
Cyanea sessilifolia är en klockväxtart som först beskrevs av Otto Degener, och fick sitt nu gällande namn av Thomas G. Lammers. Cyanea sessilifolia ingår i släktet Cyanea, och familjen klockväxter. Inga underarter finns listade i Catalogue of Life.